# Международен възпоменателен ден на Холокоста
Международният възпоменателен ден на Холокоста е ежегоден международен ден за възпоменание на жертвите на Холокоста. На 1 ноември 2005 Общото събрание на ООН обявява официално в резолюция 27 януари за Международен възпоменателен ден на Холокоста.
Резолюцията призовава всеки член на организацията да почита паметта на жертвите на Холокоста и окуражава развитието на образователни програми за историята, за да се предотвратят бъдещи прояви на геноцид.

## В Германия
Международният възпоменателен ден на Холокоста е национален паметен ден в Германия и се нарича Ден в памет на жертвите на националсоциализма (Der Tag des Gedenkens an die Opfer des Nationalsozialismus).
Въведен е на 3 януари 1996 чрез прокламация на германския президент Роман Херцог и е установен на 27 януари – датата, на която през 1945 войниците на Червената армия освобождават оживелите от концлагера Аушвиц (или Освиенцим). В своята прокламация Роман Херцог заявява:

Споменът не трябва да умира. Той трябва да напомня дори и на бъдещите поколения. Затова е важно да се намери такъв подход, който да бъде ефективен и в бъдеще. Той трябва да изразява скръбта от страданието и загубата, да бъде посветен на паметта на жертвите и да предотврати всяка опасност от повторна поява.

Освен в Германия и други държави, денят се отбелязва официално в Италия, Израел и Великобритания.

## Преразглеждане на историческите факти
В Йерусалим се отбелязват 75 години от освобождаването на концлагера Аушвиц. Там се събират над 40 държавни и правителствени ръководители. Почит към жертвите на нацизма изразяват и в Освиенцим. Годишнината се съпровожда от спорове, предимно между Полша и Русия, които помрачават очакванията човечеството да си е взело поука от чудовищните несправедливости, причини унищожаване на милиони човешки животи през войните.